# Holý kopec
Holý kopec är en kulle i Tjeckien.   Den ligger i regionen Zlín, i den östra delen av landet, 230 km sydost om huvudstaden Prag. Toppen på Holý kopec är 547 meter över havet, eller 67 meter över den omgivande terrängen. Bredden vid basen är 1,7 km. Holý kopec ingår i Chřiby.
Terrängen runt Holý kopec är huvudsakligen kuperad, men åt nordväst är den platt. Runt Holý kopec är det ganska tätbefolkat, med 179 invånare per kvadratkilometer. Närmaste större samhälle är Kroměříž, 19,9 km nordost om Holý kopec. Trakten runt Holý kopec består till största delen av jordbruksmark.